# ائرو ای.۱۹
ائرو ای. ۱۹ (به انگلیسی: Aero A.19) یک هواپیمای ساختِ آئرو ودوخودی است که در سال ۱۹۲۳ میلادی ساخته شد.